# Kvalspelet till Europamästerskapet i fotboll 2024 (grupp H)
Grupp H i kvalspelet till Europamästerskapet i fotboll 2024 var en av tio grupper för att avgöra vilka länder som kvalificerade sig för Europamästerskapet i fotboll 2024 i Tyskland. Grupp H bestod av sex lag: Danmark, Finland, Kazakstan, Nordirland, San Marino och Slovenien

## Tabell
| Nr | Lag        | S  | V | O | F  | GM | IM | MS  | P  |
| -- | ---------- | -- | - | - | -- | -- | -- | --- | -- |
| 1  | Danmark    | 10 | 7 | 1 | 2  | 19 | 10 | +9  | 22 |
| 2  | Slovenien  | 10 | 7 | 1 | 2  | 20 | 9  | +11 | 22 |
| 3  | Finland    | 10 | 6 | 0 | 4  | 18 | 12 | +6  | 18 |
| 4  | Kazakstan  | 10 | 6 | 0 | 4  | 16 | 12 | +4  | 18 |
| 5  | Nordirland | 10 | 3 | 0 | 7  | 9  | 13 | −4  | 9  |
| 6  | San Marino | 10 | 0 | 0 | 10 | 3  | 31 | −28 | 0  |

## Matcher
Alla tider står i lokal tid.
|             | 23 mars 2023 | Kazakstan            | 1 – 2           | Slovenien                          | Astana Arena                                         |                                                      |
| 21:00 UTC+6 | 21:00 UTC+6  | Maksim Samorodov 23′ | (1 – 0) Rapport | 47′ David Brekalo 78′ Žan Vipotnik | Astana Publik: 27 122 Domare: Glenn Nyberg (Sverige) | Astana Publik: 27 122 Domare: Glenn Nyberg (Sverige) |
| 21:00 UTC+6 | 21:00 UTC+6  |                      |                 |                                    | Astana Publik: 27 122 Domare: Glenn Nyberg (Sverige) | Astana Publik: 27 122 Domare: Glenn Nyberg (Sverige) |
| 21:00 UTC+6 | 21:00 UTC+6  |                      |                 |                                    | Astana Publik: 27 122 Domare: Glenn Nyberg (Sverige) | Astana Publik: 27 122 Domare: Glenn Nyberg (Sverige) |

|             | 23 mars 2023 | Danmark                        | 3 – 1           | Finland           | Parken                                                     |                                                            |
| 20:45 UTC+1 | 20:45 UTC+1  | Rasmus Højlund 21′, 82′, 90+3′ | (1 – 0) Rapport | 53′ Oliver Antman | Köpenhamn Publik: 35 851 Domare: Daniel Siebert (Tyskland) | Köpenhamn Publik: 35 851 Domare: Daniel Siebert (Tyskland) |
| 20:45 UTC+1 | 20:45 UTC+1  |                                |                 |                   | Köpenhamn Publik: 35 851 Domare: Daniel Siebert (Tyskland) | Köpenhamn Publik: 35 851 Domare: Daniel Siebert (Tyskland) |
| 20:45 UTC+1 | 20:45 UTC+1  |                                |                 |                   | Köpenhamn Publik: 35 851 Domare: Daniel Siebert (Tyskland) | Köpenhamn Publik: 35 851 Domare: Daniel Siebert (Tyskland) |

|             | 23 mars 2023 | San Marino | 0 – 2           | Nordirland            | Stadio Olimpico Serravalle                            |                                                       |
| 20:45 UTC+1 | 20:45 UTC+1  |            | (0 – 1) Rapport | 24′, 55′ Dion Charles | Serravalle Publik: 2 099 Domare: Gergő Bogár (Ungern) | Serravalle Publik: 2 099 Domare: Gergő Bogár (Ungern) |
| 20:45 UTC+1 | 20:45 UTC+1  |            |                 |                       | Serravalle Publik: 2 099 Domare: Gergő Bogár (Ungern) | Serravalle Publik: 2 099 Domare: Gergő Bogár (Ungern) |
| 20:45 UTC+1 | 20:45 UTC+1  |            |                 |                       | Serravalle Publik: 2 099 Domare: Gergő Bogár (Ungern) | Serravalle Publik: 2 099 Domare: Gergő Bogár (Ungern) |

|             | 26 mars 2023 | Kazakstan                                                                | 3 – 2           | Danmark                 | Astana Arena                                          |                                                       |
| 19:00 UTC+6 | 19:00 UTC+6  | Bakhtiyar Zaynutdinov 73′ (str.) Askhat Tagybergen 86′ Abat Aymbetov 89′ | (0 – 2) Rapport | 21′, 35′ Rasmus Højlund | Astana Publik: 28 697 Domare: Novak Simović (Serbien) | Astana Publik: 28 697 Domare: Novak Simović (Serbien) |
| 19:00 UTC+6 | 19:00 UTC+6  |                                                                          |                 |                         | Astana Publik: 28 697 Domare: Novak Simović (Serbien) | Astana Publik: 28 697 Domare: Novak Simović (Serbien) |
| 19:00 UTC+6 | 19:00 UTC+6  |                                                                          |                 |                         | Astana Publik: 28 697 Domare: Novak Simović (Serbien) | Astana Publik: 28 697 Domare: Novak Simović (Serbien) |

|             | 26 mars 2023 | Slovenien                                     | 2 – 0           | San Marino | Stadion Stožice                                             |                                                             |
| 18:00 UTC+2 | 18:00 UTC+2  | Benjamin Šeško 56′ Roberto Di Maio 60′ (sjm.) | (0 – 0) Rapport |            | Ljubljana Publik: 10 282 Domare: Nathan Verboomen (Belgien) | Ljubljana Publik: 10 282 Domare: Nathan Verboomen (Belgien) |
| 18:00 UTC+2 | 18:00 UTC+2  |                                               |                 |            | Ljubljana Publik: 10 282 Domare: Nathan Verboomen (Belgien) | Ljubljana Publik: 10 282 Domare: Nathan Verboomen (Belgien) |
| 18:00 UTC+2 | 18:00 UTC+2  |                                               |                 |            | Ljubljana Publik: 10 282 Domare: Nathan Verboomen (Belgien) | Ljubljana Publik: 10 282 Domare: Nathan Verboomen (Belgien) |

|             | 26 mars 2023 | Nordirland | 0 – 1           | Finland              | Windsor Park                                             |                                                          |
| 20:45 UTC+1 | 20:45 UTC+1  |            | (0 – 1) Rapport | 28′ Benjamin Källman | Belfast Publik: 17 936 Domare: Ivan Kružliak (Slovakien) | Belfast Publik: 17 936 Domare: Ivan Kružliak (Slovakien) |
| 20:45 UTC+1 | 20:45 UTC+1  |            |                 |                      | Belfast Publik: 17 936 Domare: Ivan Kružliak (Slovakien) | Belfast Publik: 17 936 Domare: Ivan Kružliak (Slovakien) |
| 20:45 UTC+1 | 20:45 UTC+1  |            |                 |                      | Belfast Publik: 17 936 Domare: Ivan Kružliak (Slovakien) | Belfast Publik: 17 936 Domare: Ivan Kružliak (Slovakien) |

|             | 16 juni 2023 | Finland                               | 2 – 0           | Slovenien | Olympiastadion                                                          |                                                                         |
| 19:00 UTC+3 | 19:00 UTC+3  | Joel Pohjanpalo 13′ Oliver Antman 64′ | (1 – 0) Rapport |           | Helsingfors Publik: 32 560 Domare: Guillermo Cuadra Fernández (Spanien) | Helsingfors Publik: 32 560 Domare: Guillermo Cuadra Fernández (Spanien) |
| 19:00 UTC+3 | 19:00 UTC+3  |                                       |                 |           | Helsingfors Publik: 32 560 Domare: Guillermo Cuadra Fernández (Spanien) | Helsingfors Publik: 32 560 Domare: Guillermo Cuadra Fernández (Spanien) |
| 19:00 UTC+3 | 19:00 UTC+3  |                                       |                 |           | Helsingfors Publik: 32 560 Domare: Guillermo Cuadra Fernández (Spanien) | Helsingfors Publik: 32 560 Domare: Guillermo Cuadra Fernández (Spanien) |

|             | 16 juni 2023 | Danmark        | 1 – 0           | Nordirland | Parken                                                    |                                                           |
| 20:45 UTC+2 | 20:45 UTC+2  | Jonas Wind 47′ | (0 – 0) Rapport |            | Köpenhamn Publik: 35 701 Domare: Daniel Stefański (Polen) | Köpenhamn Publik: 35 701 Domare: Daniel Stefański (Polen) |
| 20:45 UTC+2 | 20:45 UTC+2  |                |                 |            | Köpenhamn Publik: 35 701 Domare: Daniel Stefański (Polen) | Köpenhamn Publik: 35 701 Domare: Daniel Stefański (Polen) |
| 20:45 UTC+2 | 20:45 UTC+2  |                |                 |            | Köpenhamn Publik: 35 701 Domare: Daniel Stefański (Polen) | Köpenhamn Publik: 35 701 Domare: Daniel Stefański (Polen) |

|             | 16 juni 2023 | San Marino | 0 – 3           | Kazakstan                                                                  | Stadio Ennio Tardini                                                 |                                                                      |
| 20:45 UTC+2 | 20:45 UTC+2  |            | (0 – 1) Rapport | 37′ Yan Vorogovsky 64′ (str.) Askhat Tagybergen 90+5′ Baktiyor Zainutdinov | Parma (Italien) Publik: 528 Domare: Anastasios Papapetrou (Grekland) | Parma (Italien) Publik: 528 Domare: Anastasios Papapetrou (Grekland) |
| 20:45 UTC+2 | 20:45 UTC+2  |            |                 |                                                                            | Parma (Italien) Publik: 528 Domare: Anastasios Papapetrou (Grekland) | Parma (Italien) Publik: 528 Domare: Anastasios Papapetrou (Grekland) |
| 20:45 UTC+2 | 20:45 UTC+2  |            |                 |                                                                            | Parma (Italien) Publik: 528 Domare: Anastasios Papapetrou (Grekland) | Parma (Italien) Publik: 528 Domare: Anastasios Papapetrou (Grekland) |

|             | 19 juni 2023 | Finland                                                                          | 6 – 0           | San Marino | Olympiastadion                                        |                                                       |
| 19:00 UTC+3 | 19:00 UTC+3  | Glen Kamara 16′ Benjamin Källman 39′ Daniel Håkans 65′, 72′, 74′ Teemu Pukki 76′ | (2 – 0) Rapport |            | Helsingfors Publik: 32 812 Domare: Genc Nuza (Kosovo) | Helsingfors Publik: 32 812 Domare: Genc Nuza (Kosovo) |
| 19:00 UTC+3 | 19:00 UTC+3  |                                                                                  |                 |            | Helsingfors Publik: 32 812 Domare: Genc Nuza (Kosovo) | Helsingfors Publik: 32 812 Domare: Genc Nuza (Kosovo) |
| 19:00 UTC+3 | 19:00 UTC+3  |                                                                                  |                 |            | Helsingfors Publik: 32 812 Domare: Genc Nuza (Kosovo) | Helsingfors Publik: 32 812 Domare: Genc Nuza (Kosovo) |

|             | 19 juni 2023 | Nordirland | 0 – 1           | Kazakstan         | Windsor Park                                             |                                                          |
| 19:45 UTC+1 | 19:45 UTC+1  |            | (0 – 0) Rapport | 88′ Abat Aymbetov | Belfast Publik: 18 002 Domare: Roi Reinshreiber (Israel) | Belfast Publik: 18 002 Domare: Roi Reinshreiber (Israel) |
| 19:45 UTC+1 | 19:45 UTC+1  |            |                 |                   | Belfast Publik: 18 002 Domare: Roi Reinshreiber (Israel) | Belfast Publik: 18 002 Domare: Roi Reinshreiber (Israel) |
| 19:45 UTC+1 | 19:45 UTC+1  |            |                 |                   | Belfast Publik: 18 002 Domare: Roi Reinshreiber (Israel) | Belfast Publik: 18 002 Domare: Roi Reinshreiber (Israel) |

|             | 19 juni 2023 | Slovenien         | 1 – 1           | Danmark            | Stadion Stožice                                                |                                                                |
| 20:45 UTC+2 | 20:45 UTC+2  | Andraž Šporar 25′ | (1 – 1) Rapport | 42′ Rasmus Højlund | Ljubljana Publik: 14 382 Domare: François Letexier (Frankrike) | Ljubljana Publik: 14 382 Domare: François Letexier (Frankrike) |
| 20:45 UTC+2 | 20:45 UTC+2  |                   |                 |                    | Ljubljana Publik: 14 382 Domare: François Letexier (Frankrike) | Ljubljana Publik: 14 382 Domare: François Letexier (Frankrike) |
| 20:45 UTC+2 | 20:45 UTC+2  |                   |                 |                    | Ljubljana Publik: 14 382 Domare: François Letexier (Frankrike) | Ljubljana Publik: 14 382 Domare: François Letexier (Frankrike) |

|             | 7 september 2023 | Kazakstan | 0 – 1           | Finland           | Astana Arena                                           |                                                        |
| 20:00 UTC+6 | 20:00 UTC+6      |           | (0 – 0) Rapport | 78′ Oliver Antman | Astana Publik: 30 019 Domare: Radu Petrescu (Rumänien) | Astana Publik: 30 019 Domare: Radu Petrescu (Rumänien) |
| 20:00 UTC+6 | 20:00 UTC+6      |           |                 |                   | Astana Publik: 30 019 Domare: Radu Petrescu (Rumänien) | Astana Publik: 30 019 Domare: Radu Petrescu (Rumänien) |
| 20:00 UTC+6 | 20:00 UTC+6      |           |                 |                   | Astana Publik: 30 019 Domare: Radu Petrescu (Rumänien) | Astana Publik: 30 019 Domare: Radu Petrescu (Rumänien) |

|             | 7 september 2023 | Danmark                                                                           | 4 – 0           | San Marino | Parken                                                             |                                                                    |
| 20:45 UTC+2 | 20:45 UTC+2      | Pierre Emile Højbjerg 26′ Joakim Mæhle 28′ Jonas Wind 40′ Christian Eriksen 90+3′ | (3 – 0) Rapport |            | Köpenhamn Publik: 36 262 Domare: Vitālijs Spasjoņņikovs (Lettland) | Köpenhamn Publik: 36 262 Domare: Vitālijs Spasjoņņikovs (Lettland) |
| 20:45 UTC+2 | 20:45 UTC+2      |                                                                                   |                 |            | Köpenhamn Publik: 36 262 Domare: Vitālijs Spasjoņņikovs (Lettland) | Köpenhamn Publik: 36 262 Domare: Vitālijs Spasjoņņikovs (Lettland) |
| 20:45 UTC+2 | 20:45 UTC+2      |                                                                                   |                 |            | Köpenhamn Publik: 36 262 Domare: Vitālijs Spasjoņņikovs (Lettland) | Köpenhamn Publik: 36 262 Domare: Vitālijs Spasjoņņikovs (Lettland) |

|             | 7 september 2023 | Slovenien                                                       | 4 – 2           | Nordirland                     | Stadion Stožice                                        |                                                        |
| 20:45 UTC+2 | 20:45 UTC+2      | Andraž Šporar 3′, 56′ Jonny Evans 17′ (sjm.) Benjamin Šeško 42′ | (3 – 1) Rapport | 7′ Isaac Price 53′ Jonny Evans | Ljubljana Publik: 12 587 Domare: Marco Guida (Italien) | Ljubljana Publik: 12 587 Domare: Marco Guida (Italien) |
| 20:45 UTC+2 | 20:45 UTC+2      |                                                                 |                 |                                | Ljubljana Publik: 12 587 Domare: Marco Guida (Italien) | Ljubljana Publik: 12 587 Domare: Marco Guida (Italien) |
| 20:45 UTC+2 | 20:45 UTC+2      |                                                                 |                 |                                | Ljubljana Publik: 12 587 Domare: Marco Guida (Italien) | Ljubljana Publik: 12 587 Domare: Marco Guida (Italien) |

|             | 10 september 2023 | Kazakstan            | 1 – 0           | Nordirland | Astana Arena                                             |                                                          |
| 19:00 UTC+6 | 19:00 UTC+6       | Maksim Samorodov 27′ | (1 – 0) Rapport |            | Astana Publik: 28 458 Domare: Daniel Schlager (Tyskland) | Astana Publik: 28 458 Domare: Daniel Schlager (Tyskland) |
| 19:00 UTC+6 | 19:00 UTC+6       |                      |                 |            | Astana Publik: 28 458 Domare: Daniel Schlager (Tyskland) | Astana Publik: 28 458 Domare: Daniel Schlager (Tyskland) |
| 19:00 UTC+6 | 19:00 UTC+6       |                      |                 |            | Astana Publik: 28 458 Domare: Daniel Schlager (Tyskland) | Astana Publik: 28 458 Domare: Daniel Schlager (Tyskland) |

|             | 10 september 2023 | Finland | 0 – 1           | Danmark                   | Olympiastadion                                              |                                                             |
| 19:00 UTC+3 | 19:00 UTC+3       |         | (0 – 0) Rapport | 86′ Pierre Emile Højbjerg | Helsingfors Publik: 32 571 Domare: Szymon Marciniak (Polen) | Helsingfors Publik: 32 571 Domare: Szymon Marciniak (Polen) |
| 19:00 UTC+3 | 19:00 UTC+3       |         |                 |                           | Helsingfors Publik: 32 571 Domare: Szymon Marciniak (Polen) | Helsingfors Publik: 32 571 Domare: Szymon Marciniak (Polen) |
| 19:00 UTC+3 | 19:00 UTC+3       |         |                 |                           | Helsingfors Publik: 32 571 Domare: Szymon Marciniak (Polen) | Helsingfors Publik: 32 571 Domare: Szymon Marciniak (Polen) |

|             | 10 september 2023 | San Marino | 0 – 4           | Slovenien                                                         | Stadio Olimpico Serravalle                              |                                                         |
| 20:45 UTC+2 | 20:45 UTC+2       |            | (0 – 2) Rapport | 4′ Žan Vipotnik 16′ Jan Mlakar 61′ Sandi Lovrić 67′ Žan Karničnik | Serravalle Publik: 844 Domare: Mykola Balakin (Ukraina) | Serravalle Publik: 844 Domare: Mykola Balakin (Ukraina) |
| 20:45 UTC+2 | 20:45 UTC+2       |            |                 |                                                                   | Serravalle Publik: 844 Domare: Mykola Balakin (Ukraina) | Serravalle Publik: 844 Domare: Mykola Balakin (Ukraina) |
| 20:45 UTC+2 | 20:45 UTC+2       |            |                 |                                                                   | Serravalle Publik: 844 Domare: Mykola Balakin (Ukraina) | Serravalle Publik: 844 Domare: Mykola Balakin (Ukraina) |

|             | 14 oktober 2023 | Nordirland                                          | 3 – 0           | San Marino | Windsor Park                                                |                                                             |
| 14:00 UTC+1 | 14:00 UTC+1     | Paul Smyth 5′ Josh Magennis 11′ Conor McMenamin 81′ | (2 – 0) Rapport |            | Belfast Publik: 17 886 Domare: Bram Van Driessche (Belgien) | Belfast Publik: 17 886 Domare: Bram Van Driessche (Belgien) |
| 14:00 UTC+1 | 14:00 UTC+1     |                                                     |                 |            | Belfast Publik: 17 886 Domare: Bram Van Driessche (Belgien) | Belfast Publik: 17 886 Domare: Bram Van Driessche (Belgien) |
| 14:00 UTC+1 | 14:00 UTC+1     |                                                     |                 |            | Belfast Publik: 17 886 Domare: Bram Van Driessche (Belgien) | Belfast Publik: 17 886 Domare: Bram Van Driessche (Belgien) |

|             | 14 oktober 2023 | Slovenien                                       | 3 – 0           | Finland | Stadion Stožice                                           |                                                           |
| 18:00 UTC+2 | 18:00 UTC+2     | Benjamin Šeško 16′ (str.), 28′ Erik Janža 90+2′ | (2 – 0) Rapport |         | Ljubljana Publik: 15 823 Domare: Daniele Orsato (Italien) | Ljubljana Publik: 15 823 Domare: Daniele Orsato (Italien) |
| 18:00 UTC+2 | 18:00 UTC+2     |                                                 |                 |         | Ljubljana Publik: 15 823 Domare: Daniele Orsato (Italien) | Ljubljana Publik: 15 823 Domare: Daniele Orsato (Italien) |
| 18:00 UTC+2 | 18:00 UTC+2     |                                                 |                 |         | Ljubljana Publik: 15 823 Domare: Daniele Orsato (Italien) | Ljubljana Publik: 15 823 Domare: Daniele Orsato (Italien) |

|             | 14 oktober 2023 | Danmark                               | 3 – 1           | Kazakstan          | Parken                                                    |                                                           |
| 20:45 UTC+2 | 20:45 UTC+2     | Jonas Wind 36′ Robert Skov 45+1′, 48′ | (2 – 0) Rapport | 58′ Yan Vorogovsky | Köpenhamn Publik: 35 845 Domare: Michael Oliver (England) | Köpenhamn Publik: 35 845 Domare: Michael Oliver (England) |
| 20:45 UTC+2 | 20:45 UTC+2     |                                       |                 |                    | Köpenhamn Publik: 35 845 Domare: Michael Oliver (England) | Köpenhamn Publik: 35 845 Domare: Michael Oliver (England) |
| 20:45 UTC+2 | 20:45 UTC+2     |                                       |                 |                    | Köpenhamn Publik: 35 845 Domare: Michael Oliver (England) | Köpenhamn Publik: 35 845 Domare: Michael Oliver (England) |

|             | 17 oktober 2023 | Finland           | 1 – 2           | Kazakstan                             | Olympiastadion                                                            |                                                                           |
| 19:00 UTC+3 | 19:00 UTC+3     | Robert Taylor 28′ | (1 – 0) Rapport | 77′ (str.), 89′ Bakhtiyar Zaynutdinov | Helsingfors Publik: 30 375 Domare: Irfan Peljto (Bosnien och Hercegovina) | Helsingfors Publik: 30 375 Domare: Irfan Peljto (Bosnien och Hercegovina) |
| 19:00 UTC+3 | 19:00 UTC+3     |                   |                 |                                       | Helsingfors Publik: 30 375 Domare: Irfan Peljto (Bosnien och Hercegovina) | Helsingfors Publik: 30 375 Domare: Irfan Peljto (Bosnien och Hercegovina) |
| 19:00 UTC+3 | 19:00 UTC+3     |                   |                 |                                       | Helsingfors Publik: 30 375 Domare: Irfan Peljto (Bosnien och Hercegovina) | Helsingfors Publik: 30 375 Domare: Irfan Peljto (Bosnien och Hercegovina) |

|             | 17 oktober 2023 | Nordirland | 0 – 1           | Slovenien            | Windsor Park                                            |                                                         |
| 19:45 UTC+1 | 19:45 UTC+1     |            | (0 – 1) Rapport | 5′ Adam Gnezda Čerin | Belfast Publik: 16 332 Domare: István Kovács (Rumänien) | Belfast Publik: 16 332 Domare: István Kovács (Rumänien) |
| 19:45 UTC+1 | 19:45 UTC+1     |            |                 |                      | Belfast Publik: 16 332 Domare: István Kovács (Rumänien) | Belfast Publik: 16 332 Domare: István Kovács (Rumänien) |
| 19:45 UTC+1 | 19:45 UTC+1     |            |                 |                      | Belfast Publik: 16 332 Domare: István Kovács (Rumänien) | Belfast Publik: 16 332 Domare: István Kovács (Rumänien) |

|             | 17 oktober 2023 | San Marino               | 1 – 2           | Danmark                               | Stadio Olimpico Serravalle                                    |                                                               |
| 20:45 UTC+2 | 20:45 UTC+2     | Alessandro Golinucci 61′ | (0 – 1) Rapport | 42′ Rasmus Højlund 70′ Yussuf Poulsen | Serravalle Publik: 2 984 Domare: Viktor Kopiievskyi (Ukraina) | Serravalle Publik: 2 984 Domare: Viktor Kopiievskyi (Ukraina) |
| 20:45 UTC+2 | 20:45 UTC+2     |                          |                 |                                       | Serravalle Publik: 2 984 Domare: Viktor Kopiievskyi (Ukraina) | Serravalle Publik: 2 984 Domare: Viktor Kopiievskyi (Ukraina) |
| 20:45 UTC+2 | 20:45 UTC+2     |                          |                 |                                       | Serravalle Publik: 2 984 Domare: Viktor Kopiievskyi (Ukraina) | Serravalle Publik: 2 984 Domare: Viktor Kopiievskyi (Ukraina) |

|             | 17 november 2023 | Kazakstan                                           | 3 – 1           | San Marino           | Astana Arena                                             |                                                          |
| 21:00 UTC+6 | 21:00 UTC+6      | Islam Chesnokov 19′, 51′ Abat Aymbetov 90+2′ (str.) | (1 – 0) Rapport | 60′ Simone Franciosi | Astana Publik: 30 100 Domare: Harald Lechner (Österrike) | Astana Publik: 30 100 Domare: Harald Lechner (Österrike) |
| 21:00 UTC+6 | 21:00 UTC+6      |                                                     |                 |                      | Astana Publik: 30 100 Domare: Harald Lechner (Österrike) | Astana Publik: 30 100 Domare: Harald Lechner (Österrike) |
| 21:00 UTC+6 | 21:00 UTC+6      |                                                     |                 |                      | Astana Publik: 30 100 Domare: Harald Lechner (Österrike) | Astana Publik: 30 100 Domare: Harald Lechner (Österrike) |

|             | 17 november 2023 | Finland                                                                    | 4 – 0           | Nordirland | Olympiastadion                                                   |                                                                  |
| 19:00 UTC+2 | 19:00 UTC+2      | Joel Pohjanpalo 42′ (str.) Daniel Håkans 48′ Teemu Pukki 74′ Robin Lod 88′ | (1 – 0) Rapport |            | Helsingfors Publik: 28 711 Domare: Aliyar Aghayev (Azerbajdzjan) | Helsingfors Publik: 28 711 Domare: Aliyar Aghayev (Azerbajdzjan) |
| 19:00 UTC+2 | 19:00 UTC+2      |                                                                            |                 |            | Helsingfors Publik: 28 711 Domare: Aliyar Aghayev (Azerbajdzjan) | Helsingfors Publik: 28 711 Domare: Aliyar Aghayev (Azerbajdzjan) |
| 19:00 UTC+2 | 19:00 UTC+2      |                                                                            |                 |            | Helsingfors Publik: 28 711 Domare: Aliyar Aghayev (Azerbajdzjan) | Helsingfors Publik: 28 711 Domare: Aliyar Aghayev (Azerbajdzjan) |

|             | 17 november 2023 | Danmark                             | 2 – 1           | Slovenien      | Parken                                                                 |                                                                        |
| 20:45 UTC+1 | 20:45 UTC+1      | Joakim Mæhle 26′ Thomas Delaney 54′ | (1 – 1) Rapport | 30′ Erik Janža | Köpenhamn Publik: 35 608 Domare: José María Sánchez Martínez (Spanien) | Köpenhamn Publik: 35 608 Domare: José María Sánchez Martínez (Spanien) |
| 20:45 UTC+1 | 20:45 UTC+1      |                                     |                 |                | Köpenhamn Publik: 35 608 Domare: José María Sánchez Martínez (Spanien) | Köpenhamn Publik: 35 608 Domare: José María Sánchez Martínez (Spanien) |
| 20:45 UTC+1 | 20:45 UTC+1      |                                     |                 |                | Köpenhamn Publik: 35 608 Domare: José María Sánchez Martínez (Spanien) | Köpenhamn Publik: 35 608 Domare: José María Sánchez Martínez (Spanien) |

|             | 20 november 2023 | Nordirland                       | 2 – 0           | Danmark | Windsor Park                                              |                                                           |
| 19:45 UTC±0 | 19:45 UTC±0      | Isaac Price 60′ Dion Charles 81′ | (0 – 0) Rapport |         | Belfast Publik: 17 366 Domare: Jérôme Brisard (Frankrike) | Belfast Publik: 17 366 Domare: Jérôme Brisard (Frankrike) |
| 19:45 UTC±0 | 19:45 UTC±0      |                                  |                 |         | Belfast Publik: 17 366 Domare: Jérôme Brisard (Frankrike) | Belfast Publik: 17 366 Domare: Jérôme Brisard (Frankrike) |
| 19:45 UTC±0 | 19:45 UTC±0      |                                  |                 |         | Belfast Publik: 17 366 Domare: Jérôme Brisard (Frankrike) | Belfast Publik: 17 366 Domare: Jérôme Brisard (Frankrike) |

|             | 20 november 2023 | San Marino                   | 1 – 2           | Finland             | Stadio Olimpico Serravalle                                       |                                                                  |
| 20:45 UTC+1 | 20:45 UTC+1      | Filippo Berardi 90+7′ (str.) | (0 – 0) Rapport | 50′, 58′ Pyry Soiri | Serravalle Publik: 1 427 Domare: Manfredas Lukjančukas (Litauen) | Serravalle Publik: 1 427 Domare: Manfredas Lukjančukas (Litauen) |
| 20:45 UTC+1 | 20:45 UTC+1      |                              |                 |                     | Serravalle Publik: 1 427 Domare: Manfredas Lukjančukas (Litauen) | Serravalle Publik: 1 427 Domare: Manfredas Lukjančukas (Litauen) |
| 20:45 UTC+1 | 20:45 UTC+1      |                              |                 |                     | Serravalle Publik: 1 427 Domare: Manfredas Lukjančukas (Litauen) | Serravalle Publik: 1 427 Domare: Manfredas Lukjančukas (Litauen) |

|             | 20 november 2023 | Slovenien                                     | 2 – 1           | Kazakstan          | Stadion Stožice                                           |                                                           |
| 20:45 UTC+1 | 20:45 UTC+1      | Benjamin Sesko 41′ (str.) Benjamin Verbic 86′ | (1 – 0) Rapport | 48′ Ramazan Orazov | Ljubljana Publik: 16 432 Domare: Szymon Marciniak (Polen) | Ljubljana Publik: 16 432 Domare: Szymon Marciniak (Polen) |
| 20:45 UTC+1 | 20:45 UTC+1      |                                               |                 |                    | Ljubljana Publik: 16 432 Domare: Szymon Marciniak (Polen) | Ljubljana Publik: 16 432 Domare: Szymon Marciniak (Polen) |
| 20:45 UTC+1 | 20:45 UTC+1      |                                               |                 |                    | Ljubljana Publik: 16 432 Domare: Szymon Marciniak (Polen) | Ljubljana Publik: 16 432 Domare: Szymon Marciniak (Polen) |